# Träffning
Träffning (tyska: Treffen) är en äldre benämning på en strid, utkämpad av en mindre truppstyrka, om än av alla vapen på vardera sidan, varigenom striden inte får samma omfattning som ett slag. En träffning är dock en större sammandrabbning än en skärmytsling.